# ミャンマーの地理

ミャンマーの位置

ミャンマーの地理（ミャンマーのちり）について説明する。

## 国土
ミャンマーは東南アジアの西端に位置する国家である。ミャンマーの面積は676,578 km2 であり、北緯16度から28度まで南北約1,400 km 、東経92度から101度まで東西約 900 km の、縦に長い菱形をしている。さらに、南東より北緯10度までおよそ 800 km にわたり、タニンダーリ地方域が南に伸びる。ミャンマーの国土の形はしばしば、凧に例えられる。
北は中華人民共和国（チベット自治区）、東は中国およびラオス・タイ、南はアンダマン海とベンガル湾、西はベンガル湾およびバングラデシュ・インドと接する。国境線の長さはおよそ 6,522 km である。また、海岸線の長さは 1,930 km である。

## 地形

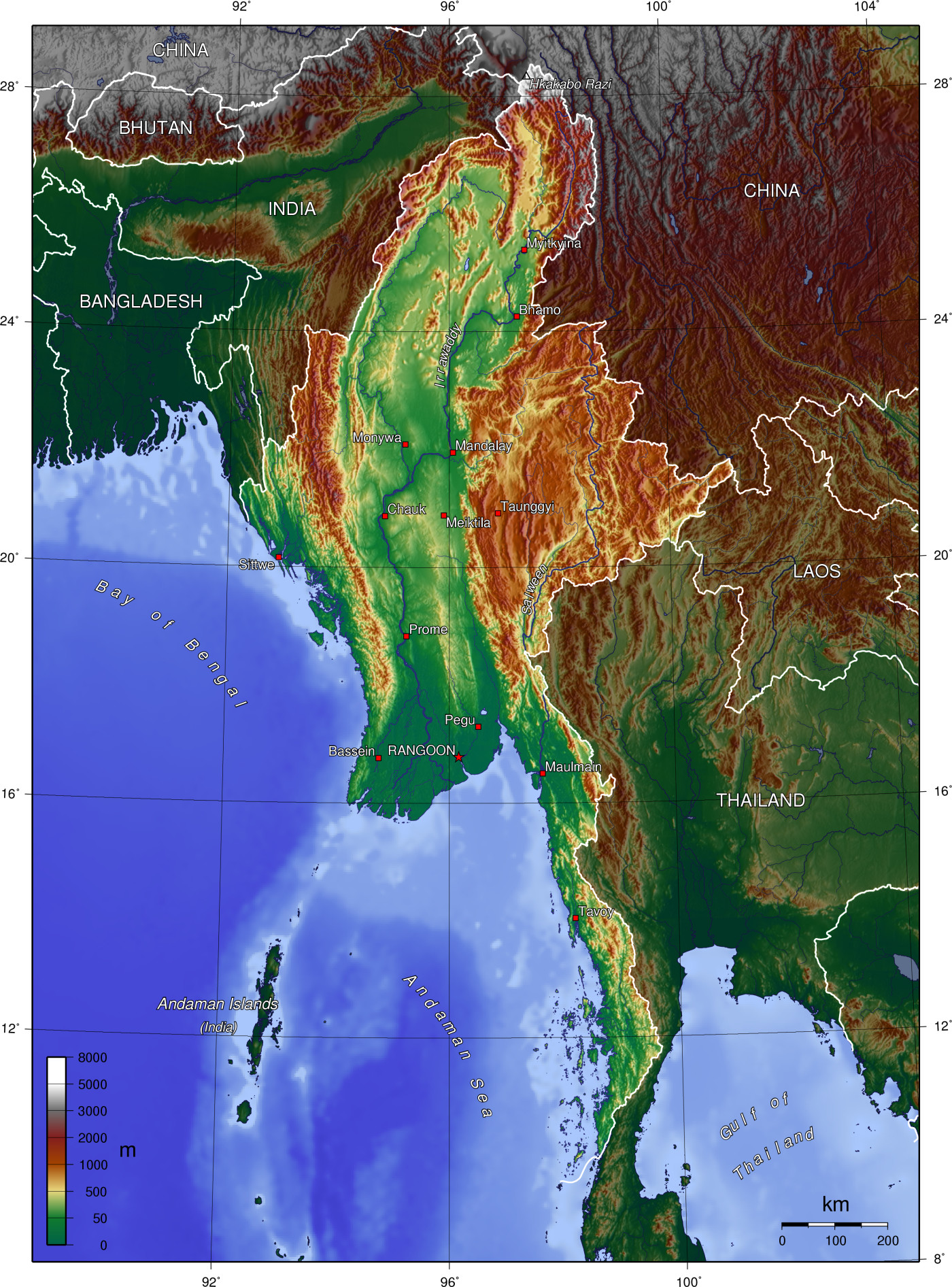
ミャンマーの地形図

ミャンマーの地形は、おおまかにはシャンタイ地塊（Shanthai block）に属し、生成時代が古いシャン高原を中心とする東部山地、アンダマン海の北方延長にあたる中央低地（中央平野）、アンダマン諸島弧の北方延長にあたり、第三紀の褶曲山脈が弧を描いて連続する西部山地の3つの部分から構成される。標高は北に行くほど高くなり、低平な南部に対し、北部には雲南高原やチベット高原と連続する、6,000m近い山脈が連なる。

### 地質
ミャンマーの地質は、アラカン沿岸平野帯（西部山地のうち西側）・アラカン〜チン帯（西部山地のうち東側）・中央帯（中央低地）・東部高地帯（東部山地）の4つに区分されることが多い。アラカン沿岸平野帯には強く褶曲しており、白亜紀後期以降の堆積岩類が分布し、主に中新世の砂岩・泥岩が厚く堆積している。アラカン〜チン帯には古第三紀の堆積岩類が広く分布し、褶曲と同じ方向である北北西から南南東軸にオフィオライトを伴う覆瓦断層が分布する。中央帯には始新世から現世までの堆積岩が分布し、ところどころに変成岩・第三紀初期の堆積岩からなる基盤岩が露出する。東部高地帯はほとんどが褶曲した古生層からなる。

### 山岳

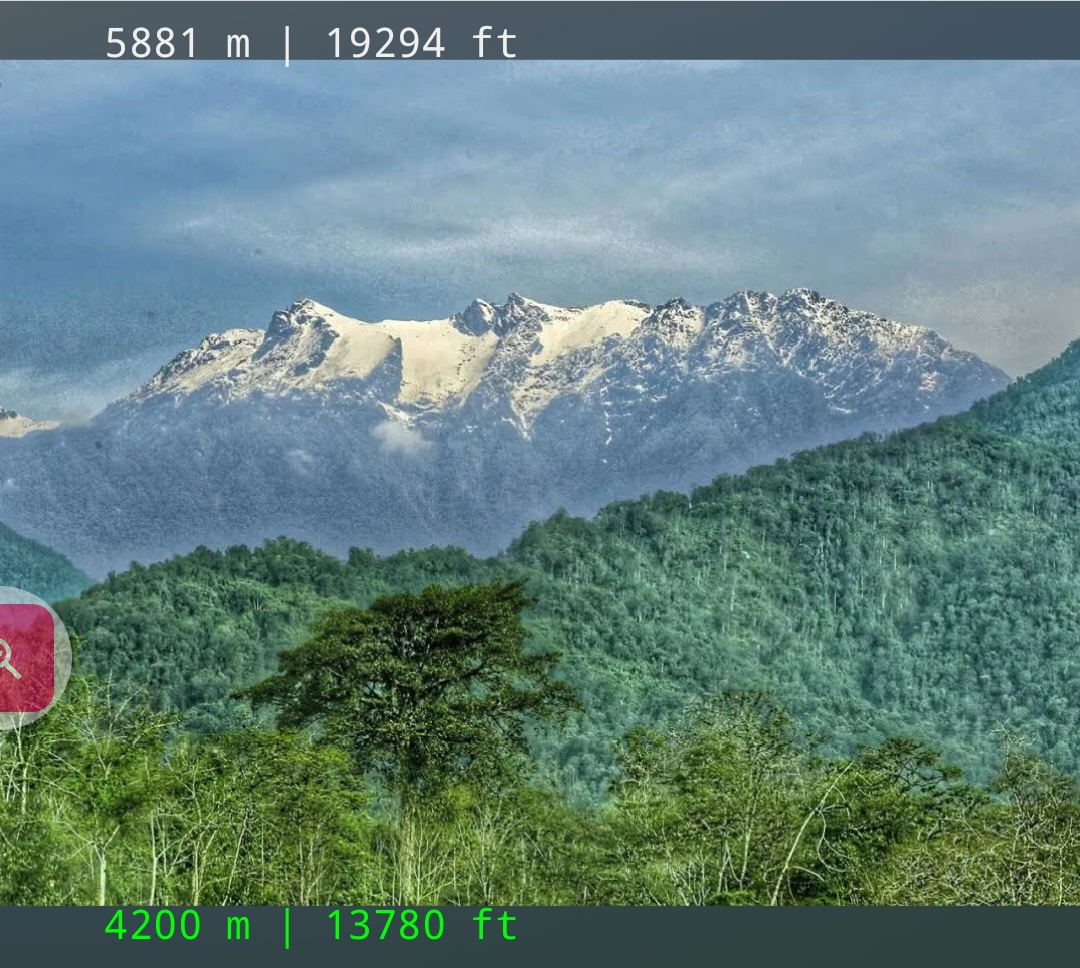
カカボラジ山

ミャンマーの東半分を占める東部山地には、大ヒマラヤ山系の東方への延長部にあたるカチン山地が位置しており、東南アジア最高峰とみなされるカカボラジ山をはじめとする山々がそびえる。カチン山地の東側であり、中国の国境でもあるカオリクン山脈はエーヤワディー川・サルウィン川流域の分水嶺となっている。中部のシャン高原は高度 900 - 1,200 m の台地であり、南のドーナ山脈に連続する。これより南のタニンダーリ地方域にはドーナ山脈・ビラウ山脈といった低い山脈が連なり、タイ側のチャオプラヤー川流域との分水嶺をなす。ビラウ山脈は、南のマレー半島まで続く。
西部山地には、北から標高2000 m 前後のパトカイ山脈・ナガ丘陵・チン丘陵・アラカン山脈が続く。アラカン山脈の南端はネグレス岬であるが、それより南のアンダマン諸島・ニコバル諸島も、地形的には西部山地の延長である。

### 河川・平野

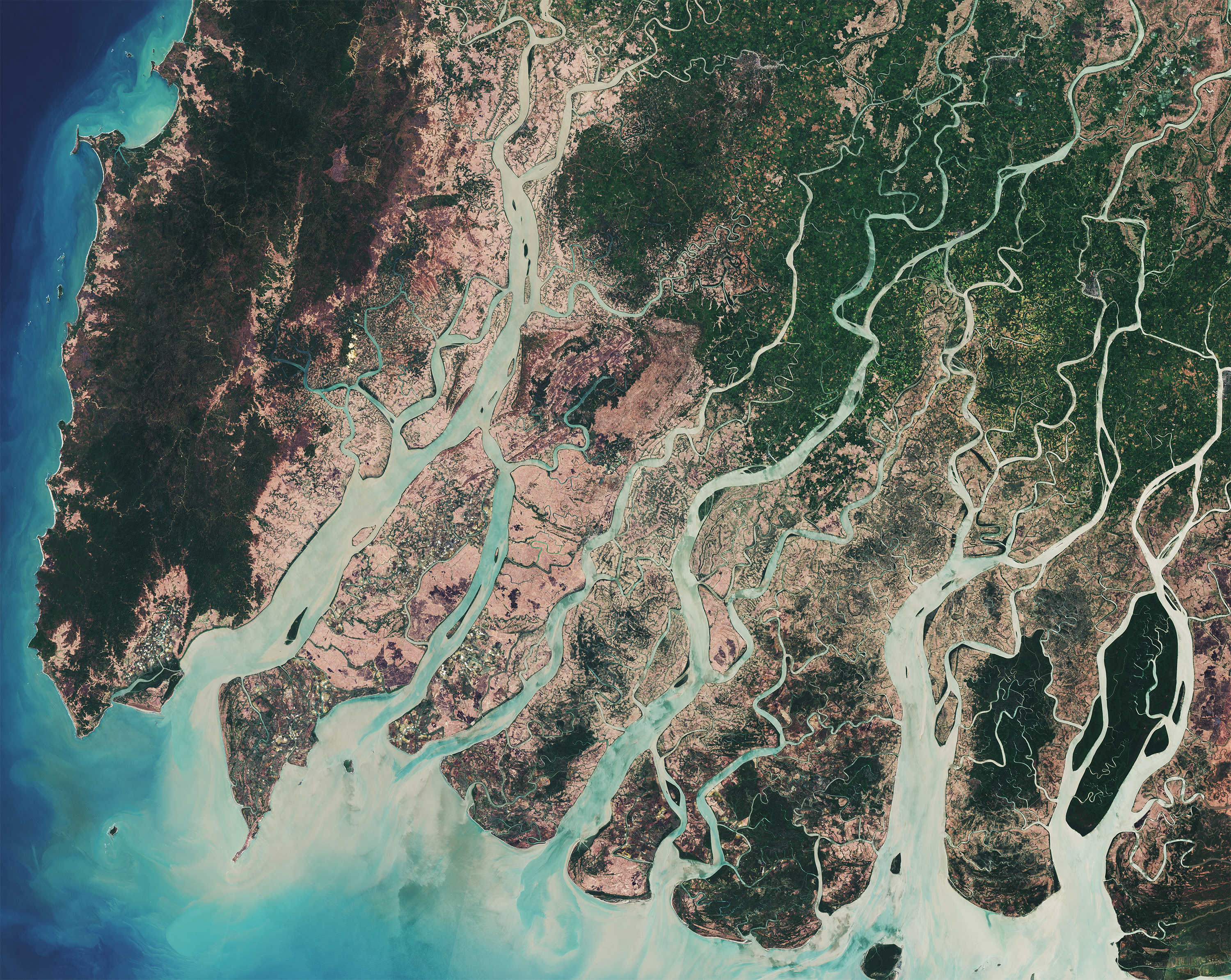
エーヤワディー・デルタ

東部山地には、チベット高原から流下するサルウィン川により、深い渓谷が形成されている。東部山地・西部山地にはさまれた中央低地には、エーヤワディー川とその支流であるチンドウィン川が流れる。その北部から中部にかけての大部分は丘陵地帯であり、沖積平野が形成されるのは下流域のエーヤワディー・デルタなどに限られる。また、エーヤワディー川からペグー山脈を挟んで東側を流れるシッタン川は、マルタバン湾に大きな三角江を開く。また、シャン高原中央部から流れるサルウィン川も、マルタバン湾に注ぐ河口に、ジャイン川・アタラン川とともに三角州を形成している。ラカイン州にはチン丘陵を源流とするカラダン川・レムロ川が流れ、河口部に平地が広がる。

### 島嶼
タニンダーリ地方域西方沖には、マレー半島を構成する山地の一部が沈降して形成されたメルギー諸島が位置し、530 km にわたって分布するおよそ800の島々が、多島海を構成する。また、アラカン海岸にもリアス式海岸に沿ってラムリー島・チェドバ島といった島嶼が位置する。ベンガル湾上の、アンダマン・ニコバル諸島の北延長線上にあるココ諸島もミャンマーの領土である。

## 自然

### 気候

ケッペンの気候区分にもとづくミャンマーの気候

熱帯・亜熱帯に属す。ベンガル湾に臨む海岸部においては熱帯モンスーン気候が支配的であり、季節区分としては雨期・涼期・暑期の三季を用いることが一般的である。とはいえ地域により気候は異なり、北部の大部分は熱帯性気候帯から外れている。アラカン山脈が夏の季節風を遮る内陸部においては雨量は少なくなり、灌木と草原がみられるサバナ気候的景観がつづく。東部・北部の山間部は比較的冷涼であり、温暖湿潤気候に区分される。

### 生物相
ロナルド・グッドの植物区系をもとにすると、ミャンマー西部はインド区系区、中央部および西部は大陸東南アジア区系区、北部は日華植物区系区に分類できる。森林被覆率は47％であり、南部及び沿岸部には熱帯雨林・マングローブ林・淡水の湿地林が、低丘陵地帯の周辺には落葉混合樹林、さらにその外辺を半常緑樹林が分布する。また、山地には常緑樹林からなる山林が形成され、海抜2,000 m 以上の地域にはシャクナゲ林が発達する。一方で、中央平原の乾燥地帯は非常に乾燥した地帯となっており、有刺低木林や、インダイン（Indaing）と呼ばれる発育不良な低木の乾燥落葉樹林が分布する。2003年のリストでは、ミャンマー国内に分布する植物としておよそ11,800種が記載されるが、総体としてミャンマーは植物相の調査が世界的にみても不十分な地域のひとつであり、研究機関に所蔵される標本もごく少ない。動物としては、哺乳類350種・爬虫類300種・淡水魚350種・チョウ類800種・鳥類1035種が確認されている。